# Малага (баскетбольный клуб)
«Малага» (исп. Club Baloncesto Málaga) — испанский баскетбольный клуб из города Малага. В Европе также известен под «спонсорским» названием «Уникаха» (исп. Unicaja), по названию крупной финансовой группы.

## История
Клуб был основан в 1992 году путём слияния двух команд, представляющих Малагу: «Кахе де Ронда» и «Маристас». Первый успех пришёл к клубу в 2001 году после завоевания Кубка Корача. В 2005 году команда стала обладателем Кубка Короля. В следующем, 2006 году команда стала Чемпионом Испании. В октябре 2007 года в товарищеском матче «Малага» встретилась с «Мемфис Гриззлис» и одержала победу со счётом 102–99. Это один из немногих случаев, когда команда НБА проиграла, выступая за рубежом. После этого «Гриззлис» пригласили в команду двух выдающихся испанских игроков: Пау Газоля и Хуана Карлоса Наварро.
В команде выступали такие известные игроки как Игнасио Родригес, Берни Родригес, Карлос Кабесас, Хорхе Гарбахоса, Маркус Браун, Сергей Бабков, Майкл Энсли, Луис Баллок и ряд других. 
В 2007 году «Малага» закончила сезон Евролиги третьей, что стало наивысшим достижением команды на европейской арене.
Команда резервистов «Малаги» выступает в третьем испанском дивизионе.

## Сезоны
| Сезон   | Лига | Уровень | Рег. Чемп. | Плей-офф      | Еврокубки       |
| ------- | ---- | ------- | ---------- | ------------- | --------------- |
| 2012-13 | АСВ  | 1       | 9          | -             | Топ-16 Евролиги |
| 2013-14 | АСВ  | 1       | 4          | Полуфинал     | Топ-16 Евролиги |
| 2014-15 | АСВ  | 1       | 3          | Полуфинал     | Топ-16 Евролиги |
| 2015-16 | АСВ  | 1       | 6          | Четвертьфинал | Топ-16 Евролиги |

## Достижения

### Национальные турниры
Чемпионат Испании
- Чемпион: 2005/2006
- Серебряный призёр (2): 1994/1995, 2001/2002

Кубок Испании
- Обладатель (3): 2005, 2023, 2025
- Серебряный призёр (2): 2009, 2020

Суперкубок Испании
- Обладатель: 2024
- Серебряный призёр (3): 2006, 2015, 2023

Кубок Андалусии
- Обладатель (17): 1996, 2001, 2003, 2007, 2008, 2010, 2011, 2012, 2014, 2015, 2016, 2017, 2018, 2020, 2021, 2023, 2024

### Европейские турниры
Межконтинентальный кубок ФИБА
- Обладатель: 2024

Евролига
- Бронзовый призёр: 2006/2007

Еврокубок
- Обладатель: 2016/2017

Лига чемпионов ФИБА
- Победитель (2): 2023/2024, 2024/2025

Кубок Корача
- Обладатель: 2000/2001

## Изъятые из обращения номера
- 5 Берни Родригес, 1999–2012[2]